# Sex and the Single Girl
Sex and the Single Girl (en España, La pícara soltera) es una película de 1964 dirigida por Richard Quine y protagonizada por Tony Curtis, Natalie Wood, Henry Fonda, Lauren Bacall y Mel Ferrer. Inspirada en el libro homónimo de Helen Gurley Brown, fue un éxito en la taquilla y estuvo en el top 20 de las películas más recaudadoras de 1964.